# Virginia Trimble
Virginia Louise Trimble (* 1943 in Los Angeles, Kalifornien) ist eine US-amerikanische Astronomin.

## Leben
Trimble ist die Tochter des Chemikers Lyne Starling Trimble. Sie besuchte die Hollywood High School und studierte Physik und Astronomie an der University of California, Los Angeles (UCLA), wo sie 1964 ihren Bachelor-Abschluss in Astronomie erwarb. 1965 erhielt sie ihren Master-Abschluss am California Institute of Technology, wo sie 1968 promoviert wurde. Als Post-Doc war sie zwei Jahre an der University of Cambridge, wo sie einen Master erwarb. 1971 wurde sie Professorin für Astronomie an der University of California, Irvine. Gleichzeitig war sie mehrere Jahre (jeweils für ein halbes Jahr, Juli bis Dezember) seit ihrer Heirat im Jahr 1973 mit dem Pionier der experimentellen Gravitationswellenforschung, Joseph Weber, Gastprofessorin an der University of Maryland, College Park, wo Weber bis zu seinem Tod 2000 Professor war.
Trimble beschäftigte sich mit unterschiedlichen Gebieten der Astrophysik und Astronomie. Thema ihrer frühen Arbeiten war die Bewegung der Filamente des Krebsnebels sowie dessen Entfernungsbestimmung. Sie beschäftigt sich auch mit Astronomiegeschichte. Sie verfasst einen jährlichen Review-Artikel über Astrophysik in den Publications of the Astronomical Society of the Pacific. Trimble hat über 500 wissenschaftliche Arbeiten veröffentlicht (2009). Sie veröffentlichte auch einige Arbeiten über Archäoastronomie und Ägyptologie. Sie ist in den USA eine gefragte Vortragende über Themen der Astronomie.
Sie war Vizepräsident der Internationalen Astronomischen Union und der American Astronomical Society. 2003 war sie Vorsitzende der Astrophysik-Sektion der IUPAP. 2010 erhielt sie den George Van Biesbroeck Prize für ihr Lebenswerk in der Astronomie. 1972 bis 1976 war sie Sloan Research Fellow. 1976 war sie Outstanding Young Scientist der Maryland Academy of Sciences. 1986 erhielt sie den NAS Award for Scientific Reviewing. Für 2024 wurde ihr der Abraham-Pais-Preis zugesprochen. 1988 wurde sie Fellow der American Physical Society, 2022 wurde sie in die American Academy of Arts and Sciences gewählt.

## Schriften
- Visit to a small universe. American Institute of Physics, 1992, 2007, ISBN 0-88318-792-2
- mit Steven Kawaler, Carl J. Hansen: Stellar Interiors - Physical principles, structure and evolution. Springer, 2. Auflage 2004
- mit Thomas Williams (Hrsg.): Biographical Encyclopedia of Astronomy. Springer 2009
- Origin and abundances of the chemical elements. Rev.Mod.Phys. Bd. 47, 1975, S. 877–976
- The Origin and Abundance of the Chemical Elements Revisited, Astronomy and Astrophysics Review, Bd. 3, 1991, S. 1
- Cosmology: Man's Place in the Universe (A Deconstruction). American Journal of Physics, Bd. 70, 2003, S. 1175–83 (Klopsteg Lecture)
- mit A. Reisenegger (Hrsg.): Clusters, lensing and the future of the universe. Astronomical Society of the Pacific Conference Series Bd. 88, 1996